# 前陣速攻型
前陣速攻型（ぜんじんそっこうがた）とは、卓球において、台から離れずに前陣に張り付いて、ピッチとスピードで攻める戦型である。一般的に女子選手に多い。
人によって定義が曖昧であり、馬琳など前陣でのラリーを中心とすることの多い中国選手はこちらに分類されることも多い。

## 概要
台から離れずに攻める戦型。素早く相手の球を打ち返せる反面、高い動体視力と反射神経が要求される。普通、ラケットのフォア面に裏ソフトラバー、バック側には表ソフトを貼ることが多い。最近では、女子選手もパワードライブなどのドライブ打法を多用するようになったり、ドライブ主戦型も好んで台から離れることはないため、それほど差はなくなってきている。

## 前陣速攻型の主な選手
- リ・ジャウェイ
- 王越古
- 福原愛
- 藤沼亜衣
- 唐鵬
- 唐汭序